# Vietnam's Unseen War: Pictures from the Other Side
Vietnam's Unseen War: Pictures from the Other Side är en dokumentärfilm som är producerad av National Geographic och som till skillnad från många andra dokumentärer om Vietnamkriget koncentrerar sig på filmarkivet från den nordvietnamesiska sidan samt FNL. Dokumentären började spelas in strax efter att boken Another Vietnam hade sammanställts; en bok som också koncentrerar sig på bilder och berättelser från Nordvietnams sida.
I dokumentären får man bland annat träffa och lyssna till intervjuer av ett flertal kända fotografer så som Doan Cong Tinh, Van Bao, Mai Nam som trots sin väldigt enkla fotoutrustning lyckades fånga bilder över och under jorden mitt under krigets gång. Man får också träffa den amerikanska fotografen Tim Page.